# Маркшейдерський відділ гірничого підприємства
Маркше́йдерський ві́дділ гірни́чого підприє́мства (рос. маркшейдерский отдел горного предприятия, англ. surveying department of a mining enterprise, нім. Markscheiderabteilung f des Bergbaubetriebes) — первинна виробнича одиниця у маркшейдерській службі гірничодобувної промисловості. На маркшейдерський відділ підприємства покладаються обов'язки виконання всіх основних і поточних маркшейдерських робіт, що виникають при освоєнні і розробці родовища.
Штат співробітників М.в.г.п. складається з головного маркшейдера, його заступника, дільничних маркшейдерів, техніків-картографів, замірників і маркшейдерських робітників. На деяких гірничовидобувних підприємствах замість посади головного маркшейдера існує старший маркшейдер з тими ж функціями й обов'язками, що і головний маркшейдер.
На гірничих підприємствах України маркшейдерські відділи було створено в 30-40 рр. XX ст. М.в.г.п. є обов'язковим підрозділом в структурі шахтоуправління та його відповідників, шахти, кар'єру. Майже завжди М.в.г.п. свої функції виконують сумісно з геологічними службами підприємств.